# 関田寛士
関田 寛士（せきた ひろし、1989年10月2日 - ）は、神奈川県相模原市出身の元プロサッカー選手、サッカー指導者。ポジションは、ディフェンダー。

## 来歴
幼稚園でサッカーを始め、中学まで地元のFCコラソンに所属した。流通経済大学付属柏高校に進学し、3年時、高円宮杯全日本ユース(U-18)サッカー選手権大会、全国高等学校サッカー選手権大会を制し2冠を達成した。しかし高校ではレギュラーではなく、控えに回ることが多かった。高校卒業後は桐蔭横浜大学へ進み、2010年には関東大学選抜Bに選ばれた。
2012年、FC岐阜へ入団。開幕戦でJリーグ初出場を果たすと、第8節以降はセンターバックのポジションに定着し、リーグ戦35試合に出場した。しかし、2013年は負傷や木谷公亮の加入などで出番が激減した。
2014年、4月26日の松本山雅戦で今季初出場すると定位置を奪回したように見えたが、度重なる怪我や7月30日の岡山戦での退場などで信頼を失ってしまう。これ以降はベンチ外、またベンチに入っても出場のない試合が続くも最終2試合でフル出場した。
2016年、AC長野パルセイロに移籍。シーズン終了後に現役を引退し、母校である桐蔭横浜大学サッカー部コーチに就任した。

## 所属クラブ
ユース経歴
- FCコラソン
- 流通経済大学付属柏高等学校
- 桐蔭横浜大学

プロ経歴
- 2012年 - 2015年 FC岐阜
- 2016年 AC長野パルセイロ

## 個人成績
| 国内大会個人成績 | 国内大会個人成績 | 国内大会個人成績 | 国内大会個人成績 | 国内大会個人成績 | 国内大会個人成績 | 国内大会個人成績 | 国内大会個人成績 | 国内大会個人成績 | 国内大会個人成績 | 国内大会個人成績 | 国内大会個人成績 |
| 年度             | クラブ           | 背番号           | リーグ           | リーグ戦         | リーグ戦         | リーグ杯         | リーグ杯         | オープン杯       | オープン杯       | 期間通算         | 期間通算         |
| 年度             | クラブ           | 背番号           | リーグ           | 出場             | 得点             | 出場             | 得点             | 出場             | 得点             | 出場             | 得点             |
| 日本             | 日本             | 日本             | 日本             | リーグ戦         | リーグ戦         | リーグ杯         | リーグ杯         | 天皇杯           | 天皇杯           | 期間通算         | 期間通算         |
| ---------------- | ---------------- | ---------------- | ---------------- | ---------------- | ---------------- | ---------------- | ---------------- | ---------------- | ---------------- | ---------------- | ---------------- |
| 2012             | 岐阜             | 25               | J2               | 35               | 1                | -                | -                | 1                | 0                | 36               | 1                |
| 2013             | 岐阜             | 5                | J2               | 10               | 0                | -                | -                | 1                | 0                | 11               | 0                |
| 2014             | 岐阜             | 5                | J2               | 13               | 1                | -                | -                | 1                | 1                | 14               | 2                |
| 2015             | 岐阜             | 5                | J2               | 2                | 0                | -                | -                | 0                | 0                | 2                | 0                |
| 2016             | 長野             | 5                | J3               | 0                | 0                | -                | -                | 0                | 0                | 0                | 0                |
| 通算             | 日本             | 日本             | J2               | 60               | 2                | -                | -                | 3                | 1                | 63               | 3                |
| 通算             | 日本             | 日本             | J3               | 0                | 0                | -                | -                | 0                | 0                | 0                | 0                |
| 総通算           | 総通算           | 総通算           | 総通算           | 60               | 2                | -                | -                | 3                | 1                | 63               | 3                |

- Jリーグ初出場 - 2012年3月4日 J2第1節 対ガイナーレ鳥取 (岐阜メモリアルセンター長良川競技場)
- Jリーグ初得点 - 2012年9月17日 J2第34節　対栃木SC (長良川球技メドウ)

## タイトル

### クラブ
流通経済大学付属柏高校
- 高円宮杯全日本ユース(U-18)サッカー選手権大会 (2007年)
- 全国高等学校サッカー選手権大会 (2007年)